# გ
Gani (asomtavruli Ⴂ, nuskhuri ⴂ, mkhedruli გ) es la tercera letra del alfabeto georgiano.
En el sistema de numeración georgiana tiene un valor de 3.
Gani representa comúnmente el oclusiva velar sonora /ɡ/ como la pronunciación de g en "gato".

## Letra
| asomtavruli | nuskhuri | mkhedruli |
| ----------- | -------- | --------- |
|             |          |           |

## Codificación digital
| asomtavruli | nuskhuri | mkhedruli |
| ----------- | -------- | --------- |
| U + 10A2    | U + 2D02 | U + 10D2  |

## Braille
| mkhedruli |
| --------- |
|           |